# Hyposmocoma molluscivora
Hyposmocoma molluscivora, manchmal auch Weichtierfresser oder Schalentierfresser genannt, ist eine auf der Insel Maui (Hawaii) im Jahr 2005 entdeckte Schmetterlingsart, die zu der Familie der Prachtfalter (Cosmopterigidae) gehört. Die Raupen fallen durch ihr besonderes Jagdverhalten auf.

## Vorkommen
Die Tiere kommen nur im tropischen Regenwald von vier der insgesamt fünf Inseln von Hawaii vor.

## Merkmale
Die Raupen haben einen schwarz glänzenden Kopf und einen hellbraunen Körper. Auf ihrem Rücken tragen sie einen wie ein Schlafsack aussehenden Seidenbehälter, den sie auch zur Verpuppung verwenden.

## Lebensweise
Von der Lebensweise dieser Schmetterlingsart ist zurzeit noch nicht viel bekannt.

### Jagdverhalten der Raupe
Auf Grund der Insellage von Hawaii und des damit gegebenen isolierten Lebensraumes hat sich bei den Raupen dieser Art ein einzigartiges Jagdverhalten entwickeln können, welches von dem Team um Daniel Rubinoff von der University of Hawaii in Honolulu dokumentiert wurde. Von den mehr als 150.000 bekannten Schmetterlingsarten sind insgesamt nur 200 als räuberisch und zusätzlich als Seidenspinner bekannt. Die carnivoren Raupen von Hyposmocoma molluscivora gehören dazu und sind zusammen mit etwa vier eng verwandten Arten die einzigen bekannten, die nur Schnecken verzehren und ihre Seide auch dafür benutzen, die Beute einzufangen. Die etwa sieben bis zehn Millimeter langen Raupen leben auf Blättern, die sie jedoch nicht fressen können. Sie tarnen sich mit einem Gehäuse aus Seide, in das sie Moos und Blätter eingearbeitet haben, und suchen sich eine etwa gleich große Schnecke der Gattung Tornatellides, die sich gerade auf einem Blatt ausruht oder schläft. Anschließend wird das Schneckenhaus mit den seidenen Fäden am Blatt befestigt, damit das Weichtier so „gefesselt“ sich nicht fallen lassen und entkommen oder sich in sein Haus zurückziehen und es versiegeln kann. Dieser Vorgang dauert meist etwa eine halbe Stunde. Ist die Beute dann derart gesichert, kriechen die Raupen aus ihrem selbstgesponnenen Köcher, krabbeln in die Mundöffnung des Schneckenhauses und verspeisen die Schnecke bei lebendigem Leibe. Das Mahl dauert meist den ganzen Tag und einige der Raupen tragen anschließend das leere Schneckenhaus mit sich herum. Nach Ansicht der Forscher dient dies vermutlich der Tarnung.
Als häufiges Merkmal von Raupen, die eine andere Nahrung nicht verwerten können, haben sie auch ein unflexibles Verdauungssystem.
Mittlerweile haben Entomologen dieses Verhalten auch bei vier nahe verwandten Arten, die auch auf den hawaiischen Inseln leben, nachgewiesen.